# Campeonato Mundial de Esgrima de 1935
El XIII Campeonato Mundial de Esgrima se celebró en Lausana (Suiza) en 1935 bajo la organización de la Federación Internacional de Esgrima (FIE) y la Federación Suiza de Esgrima.

## Medallistas

### Masculino
1. ↑  Los jueces de la competición declararon a los cuatro semifinalistas empatados en el primer puesto.

### Femenino
| Evento              | Oro                                                                       | Plata                                                                                               | Bronce                                                   |
| ------------------- | ------------------------------------------------------------------------- | --------------------------------------------------------------------------------------------------- | -------------------------------------------------------- |
| Florete individual  | Ilona Elek Hungría                                                        | Ellen Preis · Austria                                                                               | Jenny Addams · Bélgica                                   |
| Florete por equipos | Erna Bogáti Ilona Elek Margit Elek Györgyné Rozgonyi Ilona Vargha Hungría | Elisabeth Grasser · Hilde Misof · Ellen Preis · Frieda von Gregurich · Friedrieke Wenisch · Austria | Hedwig Haß Henni Jüngst Olga Oelkers Leni Oslob Alemania |

## Medallero
| Núm. | País     | Oro | Plata | Bronce | Total |
| ---- | -------- | --- | ----- | ------ | ----- |
| 1    | Hungría  | 4   | 1     | 2      | 7     |
| 2    | Francia  | 3   | 2     | 0      | 5     |
| 3    | Italia   | 3   | 1     | 1      | 5     |
| 4    | Suecia   | 1   | 1     | 0      | 2     |
| 5    | Austria  | 0   | 2     | 0      | 2     |
| 6    | Alemania | 0   | 0     | 3      | 3     |
| 7    | Bélgica  | 0   | 0     | 1      | 1     |
|      | TOTAL    | 11  | 7     | 7      | 25    |